# 郸城县
郸城县是中华人民共和国河南省周口市下辖的一个县。面积1490平方公里，总人口約106万，县人民政府驻新城街道。

## 历史沿革
西汉时，境内设置宁平县（治所今宁平）和宜禄县（治所今宜路）。三国魏废县后，分属陈郡武平县和谯郡苦县。隋开皇六年（586年）置郸县，为今郸城设县治之始。唐废郸县，其地北部归鹿邑县、真源县，南部归宛丘县、项城县。1951年5月，析鹿邑、淮阳、沈丘3县部分区、乡设立河南省郸城办事处（县级）。1952年8月置郸城县。

## 行政区划
郸城县下辖3个街道办事处、8个镇、11个乡：
洺南街道、洺北街道、新城街道、吴台镇、南丰镇、白马镇、宁平镇、宜路镇、钱店镇、汲冢镇、石槽镇、城郊乡、虎头岗乡、汲水乡、张完集乡、丁村乡、双楼乡、秋渠乡、东风乡、巴集乡、李楼乡和胡集乡。

## 人口
根据(河南省)周口市第七次全国人口普查公报显示：郸城县常住人口为1057093人，男性人口占比49.27%，女性人口占比50.73%。2020初：户籍总户数为42.7427万户，户籍人口137.23万人，常住人口95.34万人，常住城镇人口39.461226万人。

## 交通
- 220国道过境。
- 344国道过境。
- 濮商高速过境。

## 教育
郸城县第一高级中学是河南省示范性普通高中，连续多年考入北京大学和清华大学的考生人数位列河南高中第一位。